# 114ª Squadriglia
La 114ª Squadriglia del Servizio Aeronautico del Regio Esercito fu operativa dal 1º luglio 1917 con aerei SAML S.2.

## Storia

### Prima guerra mondiale
La nascita della 114ª Squadriglia è il 1º luglio 1917 all'Aeroporto di Udine-Campoformido al comando del Capitano Giuseppe Parvo Passu su SAML S.2 nel X Gruppo (poi 10º Gruppo) per il Comando supremo militare italiano.
Parvo Passu dispone di altri 5 piloti seguiti da altri 4 piloti e 2 osservatori ed il 31 luglio arriva una Sezione per difesa notturna su S.P. e Farman 14 con 4 piloti.
Nell'ambito dell'Undicesima battaglia dell'Isonzo il 25 agosto il SAML dei Tenenti piloti Arturo Freddi Cavalletti e Pietro Piras viene colpito su Lokve (Croazia) dal caccia dell'Asso dell'aviazione Godwin Brumowski atterrando in emergenza.
Il 28 agosto 4 aerei bombardano il bosco di Panovizza vicino a Nova Gorica ed il 4 settembre 4 bombardano il Monte Calvario (Gorizia).
Il 14 settembre entra nel II Gruppo (poi 2º Gruppo volo) ed il 16 ottobre il comando passa al Cap. Francesco Forquet.
Nell'ambito della Battaglia di Caporetto il 26 ottobre 7 aerei lanciano 30 bombe e mitragliano con 800 colpi le truppe ed il 27 ottobre ripiega sull'Aeroporto di Aviano, il 1º novembre a Nove di Bassano con 7 piloti, 3 osservatori e 4 allievi osservatori ed il 10 novembre al Campo di aviazione di Casoni di Mussolente.
Il 21 novembre il SAML dei Tenenti Mario Vannuccini ed osservatore Antonio Mangano viene abbattuto su Feltre dall'Albatros D.III della Flik 16 dell'asso Raoul Stojsavljevic che arriva alla 10ª vittoria.
Poi opera per la 4ª Armata ed al 15 dicembre dispone di 7 piloti e 7 osservatori.
Nel 1917 ha svolto 279 missioni di guerra.
Dal 17 febbraio 1918 va al Campo di aviazione di Isola di Carturo e dal 26 febbraio a San Pelagio (Due Carrare).
Il 1º marzo il comando passa al Cap. Vittorio Fossombroni che opera per la 2ª Armata ed il 30 marzo l'unità va all'Aeroporto di Istrana nel XIX Gruppo.
Nella Seconda battaglia del Piave fa 254 fotografie, sgancia 150 bombe sparando 2750 colpi di mitragliatrice ed il 1º luglio dispone di 14 piloti, 6 osservatori, 5 SAML ed il Pomilio PD.
In luglio inizia il passaggio sul Pomilio PE con un PE, un PE doppio comando ed un PD doppio comando cedendo i SAML alla 115ª Squadriglia operando per l'8ª Armata con il XXVII Corpo d'Armata con 15 piloti.
In ottobre dispone di 11 Pomilio ed arrivano anche i Fiat R.2 per 9 osservatori.
Nella Battaglia di Vittorio Veneto fa 10 foto, sganciando 241 bombe e mitragliando le truppe ed il 30 ottobre un R.2 viene abbattuto a Sacile oltre il Piave dalla contraerea durante un attacco al suolo.
Il 4 novembre dispone di 10 PE operativi.
Nel 1918 ha svolto 195 missioni di guerra e nel conflitto 474 delle quali 349 ricognizioni a vista, 46 direzioni di tiro, 7 scorte, facendo 2070 foto, lanciando 480 bombe e 94.000 manifesti, sparando 9540 colpi.
Il 6 febbraio 1919 viene sciolta.

### Seconda guerra mondiale
Al 10 giugno 1940 la 114ª Squadriglia Autonoma Osservazione Aerea era all'Aeroporto di Torino-Mirafiori con 4 IMAM Ro.37 per l'Aviazione Ausiliaria per l'Esercito.
Nell'ambito della Campagna italiana di Grecia si sposta in Albania con 8 velivoli dall'Aeroporto di Vicenza all'Aeroporto di Tirana a fine febbraio 1941.
Dopo l'Invasione della Jugoslavia dell'aprile 1941 partecipa alle operazioni di contro guerriglia nel 70º Gruppo a Corizza.
L'8 settembre 1943 è alla Base aerea di Valona con 8 Caproni Ca.311 nel LXX Gruppo Autonomo Osservazione Aerea per il Comando Aviazione Ausiliaria Regio Esercito.